# Liste des provinces et territoires canadiens par produit intérieur brut

Carte des provinces et territoires canadiens par PIB en 2021.

Cet article énumère les provinces et territoires canadiens selon leur produit intérieur brut (PIB). Bien que les dix provinces et les trois territoires du Canada affichent des PIB par habitant élevés, il existe de grandes variations entre eux. L'Ontario, la province la plus peuplée du pays, est une importante plaque tournante de la fabrication et du commerce avec le nord-est et le centre-ouest des États-Unis. Les économies de l'Alberta, du Saskatchewan, de Terre-Neuve-et-Labrador et des territoires dépendent fortement de leurs ressources naturelles. Cependant, le Manitoba, le Québec et les provinces maritimes ont les valeurs de PIB par habitant les plus faibles du pays.
Face à ces disparités régionales à long terme, le gouvernement du Canada redistribue une partie de ses revenus au moyen de paiements de péréquation inconditionnels. Il finance également la prestation de niveaux comparables de services gouvernementaux au moyen du Transfert canadien en matière de santé et du Transfert canadien en matière de programmes sociaux.

## PIB et PIB par habitant en 2021
Ce tableau indique le PIB total (basé sur les dépenses), la part du PIB canadien, la population et le PIB par habitant en 2021. La dernière colonne présente les revenus commerciaux par habitant (revenu total moins les transferts gouvernementaux) provenant des déclarations de revenus. (Les revenus commerciaux par habitant, plutôt que par le PIB, ont été choisis à des fins de comparabilité avec le PIB par habitant).
| Province ou territoire    | PIB (en million CAD, 2021) | Partage de PIB national (en %, 2021) | Population (au 1er juillet 2021) | PIB par habitant (en CAD, 2021) | Revenus commerciaux par habitant (en CAD, 2019) |
| ------------------------- | -------------------------- | ------------------------------------ | -------------------------------- | ------------------------------- | ----------------------------------------------- |
| Canada (moyenne du pays)  | 2 509 618                  | 100                                  | 38 226 498                       | 65 651                          | 35 135                                          |
| Alberta                   | 374 486                    | 14,92                                | 4 443 773                        | 84 272                          | 40 094                                          |
| Colombie-Britannique      | 350 598                    | 13,97                                | 5 202 378                        | 67 392                          | 36 723                                          |
| Manitoba                  | 79 834                     | 3,18                                 | 1 391 979                        | 57 353                          | 30 132                                          |
| Terre-Neuve-et-Labrador   | 37 927                     | 1,51                                 | 520 452                          | 72 873                          | 30 977                                          |
| Nouveau-Brunswick         | 42 608                     | 1,70                                 | 790 398                          | 53 907                          | 28 649                                          |
| Territoires du Nord-Ouest | 4 966                      | 0,20                                 | 45 597                           | 108 911                         | 43 125                                          |
| Nouvelle-Écosse           | 51 925                     | 2,07                                 | 991 117                          | 52 390                          | 30 224                                          |
| Nunavut                   | 4 686                      | 0,19                                 | 39 711                           | 118 003                         | 27 251                                          |
| Ontario                   | 956 707                    | 38,12                                | 14 809 257                       | 64 602                          | 36 298                                          |
| Île-du-Prince-Édouard     | 8 627                      | 0,34                                 | 164 758                          | 52 362                          | 28 414                                          |
| Québec                    | 504 455                    | 20,10                                | 8 602 335                        | 58 642                          | 32 351                                          |
| Saskatchewan              | 88 315                     | 3,52                                 | 1 181 493                        | 74 749                          | 32 516                                          |
| Yukon                     | 3 704                      | 0,15                                 | 43 250                           | 85 642                          | 42 715                                          |

Source: Statistique Canada : GDP (totals), Population, Total income and government transfers, Population covered by income data.

## Comparaisons internationales en 2021
Dans le tableau ci-dessous, les chiffres du tableau précédent sont convertis en dollars des États-Unis en utilisant le rapport entre l'estimation du Fonds monétaire international pour le PIB du Canada en parité de pouvoir d'achat (PPA) et le PIB nominal du Canada. Le PIB par habitant en PPA pour l'année concernée d'autres économies avancées ayant une population d'au moins 15 millions d'habitants selon le Fonds monétaire international est fourni à titre de comparaison.
(Veuillez noter qu'étant donné que le même taux de conversion est utilisé pour l'ensemble du Canada, cette méthode surestime la PPA du PIB des provinces et des territoires où les niveaux de prix sont élevés et sous-estime la PPA du PIB des provinces et des territoires où les niveaux de prix sont faibles).
| Province ou territoire    | PIB PPA (en million $ Int, 2021) | PIB PPA par habitant (en $ Int, 2021) | Pays ou territoires comparables avec leur PIB en PPA (en $ Int 2021) (Selon le FMI) |
| ------------------------- | -------------------------------- | ------------------------------------- | ----------------------------------------------------------------------------------- |
| Canada (moyenne du pays)  | 2 038 348                        | 53 323                                | Corée du Sud (53,574)                                                               |
| Ontario                   | 777 051                          | 52 471                                | Israël (52,173)                                                                     |
| Québec                    | 409 726                          | 47 630                                | Espagne (46,551)                                                                    |
| Alberta                   | 304 163                          | 68 447                                | Taïwan (69,500)                                                                     |
| Colombie-Britannique      | 284 761                          | 54 737                                | Union européenne (53,960)                                                           |
| Saskatchewan              | 71 731                           | 60 712                                | Belgique (62,065)                                                                   |
| Manitoba                  | 64 842                           | 46 583                                | Espagne (46,551)                                                                    |
| Nouvelle-Écosse           | 42 174                           | 42 552                                | Pologne (42,466)                                                                    |
| Nouveau-Brunswick         | 34 607                           | 43 784                                | Porto Rico (43,820)                                                                 |
| Terre-Neuve-et-Labrador   | 30 805                           | 59 189                                | Finlande (58,659)                                                                   |
| Île-du-Prince-Édouard     | 7 007                            | 42 529                                | Pologne (42,466)                                                                    |
| Territoires du Nord-Ouest | 4 033                            | 88 459                                | Suisse (84,469)                                                                     |
| Nunavut                   | 3 806                            | 95 843                                | Suisse (84,469)                                                                     |
| Yukon                     | 3 008                            | 69 559                                | Taïwan (69,500)                                                                     |

 
Source : Fonds monétaire international.

## PIB réel aux prix de base entre 2014 et 2018
Ce tableau répertorie le PIB annuel aux prix de base de 2014 à 2018 en dollars constants de 2012. Attention : le PIB aux prix de base diffère du PIB dans le traitement des impôts et des subventions.
| Province ou territoire    | PIB (en million de CAD constants (2012) , 2014) | PIB (en million de CAD constants (2012), 2015) | PIB (en million de CAD constants (2012), 2016) | PIB (en million de CAD constants (2012), 2017) | PIB (en million de CAD constants (2012), 2018) |
| ------------------------- | ----------------------------------------------- | ---------------------------------------------- | ---------------------------------------------- | ---------------------------------------------- | ---------------------------------------------- |
| Colombie britannique      | 219 060,9                                       | 224 153,4                                      | 231 509,9                                      | 240 657,9                                      | 246 506,3                                      |
| Alberta                   | 338 262,6                                       | 326 476,7                                      | 313 241,5                                      | 327 596,2                                      | 335 095,6                                      |
| Saskatchewan              | 80 175,7                                        | 79 574,2                                       | 79 364,4                                       | 81 179,0                                       | 82 502,7                                       |
| Manitoba                  | 58 276,3                                        | 59 082,5                                       | 60 066,2                                       | 61 941,2                                       | 62 723,1                                       |
| Ontario                   | 659 861,2                                       | 677 384,0                                      | 693 900,4                                      | 712 984,3                                      | 728 363,7                                      |
| Québec                    | 338 319,0                                       | 341 688,0                                      | 346 713,7                                      | 356 677,9                                      | 365 614,4                                      |
| Nouveau-Brunswick         | 29 039,6                                        | 29 275,7                                       | 29 686,3                                       | 30 271,8                                       | 30 295,3                                       |
| Île-du-Prince-Édouard     | 5 205,6                                         | 5 280,7                                        | 5 372,2                                        | 5 553,3                                        | 5 700,0                                        |
| Nouvelle-Écosse           | 34 747,2                                        | 35 013,4                                       | 35 549,3                                       | 36 075,4                                       | 36 518,2                                       |
| Terre-Neuve-et-Labrador   | 31 143,3                                        | 30 806,0                                       | 31 334,5                                       | 31 610,6                                       | 30 757,9                                       |
| Yukon                     | 2 510,9                                         | 2 320,2                                        | 2 482,5                                        | 2 554,5                                        | 2 626,1                                        |
| Territoires du nord-ouest | 4 574,6                                         | 4 621,3                                        | 4 679,8                                        | 4 861,3                                        | 4 954,7                                        |
| Nunavut                   | 2 363,6                                         | 2 353,0                                        | 2 434,3                                        | 2 685,3                                        | 2 955,0                                        |

Source : Statistique Canada.